# جوزيف ميلر هيوستن
جوزيف ميلر هيوستن (بالإنجليزية: Joseph Miller Huston)‏ هو مهندس معماري أمريكي، ولد في 23 فبراير 1866 في فيلادلفيا في الولايات المتحدة، وتوفي بنفس المكان في 1940.